# بارتولوميو (اسم)
بارتولوميو (بالإنجليزية: Bartholomew)‏ هو اسم علم شخصي مذكر من أصل آرامي، ويعني ابن تلماي الذي يعتبر إحدى شخصيات العهد القديم المذكورة في الكتاب المقدس من سبط يهوذا، بارتولوميو هو اسم مقدس عند المسيحيين نسبةً للقديس برتلماوس أحد تلامذة المسيح ويلفظ اختصاراً في الدول الناطقة بالإنجليزية باسم بارت.

## الشخصيات
- بارثولوميو دياز مستكشف برتغالي
- بارتولومي دي لاس كاساس فيلسوف إسباني
- بارتولوميو فينيتو رسام إيطالي
- بارتولوميو كريستوفوري مخترع إيطالي
- بارتولوميه كالبو سياسي كولومبي
- بارتولوميو مانفريد رسام إيطالي
- بارتولوميو شارب قرصان إنجليزي
- بارتولوميو كولومبوس مستكشف إيطالي إسباني
- بارتولوميو ايمو متسابق دراجات هوائية إيطالي
- بارتولوميو كوليوني مستكشف وقائد عسكري إيطالي
- بارثولوميو جوسنولد مستكشف ومحامي إنجليزي

### شخصيات خيالية
- بارتولوميو شخصية خيالية في ون بيس
- بارثولوميو كوما شخصية خيالية في ون بيس
- بارت سيمبسون إحدى شخصيات مسلسل سيمبسون